# Alexander W. Macdonald
Alexander William Macdonald, né le 8 octobre 1923 près de Dundee en Écosse et mort le 4 février 2018 à Tours, est un ethnologue et un tibétologue français. 

## Biographie
Alexander William Macdonald s’engage dans l’armée indienne britannique dans la vallée de Kangra en 1943 et apprend le népalais
Il rentre en Europe et rejoint Paris pour suivre l’enseignement des orientalistes dont les cours de Rolf Stein au Collège de France sur l'épopée de Gésar.
Il entre au CNRS en 1951 et traduit des manuscrits tibétains sous la direction de Rolf Alfred Stein.  
Il effectue des recherches sur le terrain.
Avec son épouse, Ariane Macdonald, née Spanien, historienne et philologue du Tibet, il séjourne à Kalimpong de 1958 à 1960, époque critique pour le Tibet. Macdonald participe notamment au programme Rockefeller pour l'immigration de moines et érudits tibétains en Occident, dont trois en France y comprit Dvags-po Rinpoche. Macdonald y rencontre Bstan ’dzin ’phrin las, un barde khampa, enregistrant l’épopée de Gesar et des Histoires du cadavre, améliorant ainsi sa connaissance du tibétain.
Macdonald écrit une introduction aux Histoires du cadavre, qui illustrent la diffusion du bouddhisme au Tibet. Dans Cendrillon au Tibet, il montre que cette diffusion fut orchestrée en relation avec la centralisation politique du Tibet.
Il enseigne jusqu’à la fin des années 1980 à l’université de Nanterre où il est un des fondateurs en 1967 du laboratoire d’ethnologie et de sociologie comparative du CNRS.  
En 1972, il fonde le Département d’anthropologie et de sociologie à l’université Tribhuvan de Katmandou où il promeut l’enseignement du tibétain.  
En 1979, il cofonde l’Association internationale des études tibétaines.

## Publications
- 1966, « Les Tamang vus par l’un d’eux », L’Homme 6 (1) : 27-58.
- 1967, Matériaux pour l’étude de la littérature populaire tibétaine. Paris, Presses universitaires de France.
- 1968, « La sorcellerie dans le Code népalais de 1853 », L’Homme 8 (1) : 62-69.
- 1970, « La hiérarchie des Jāt inférieurs dans le Mulukī Ain de 1955 », in Jean Pouillon et Pierre Miranda, eds, Échanges et communications. Mélanges offerts à Claude Lévi-Strauss à l’occasion de son 60e anniversaire. Paris-La Haye, Mouton : 139-152.
- 1972 Matériaux pour l’étude de la littérature populaire tibétaine, 2. Édition et traduction d’un fragment d’un troisième manuscrit tibétain des « Histoires du cadavre ». Paris, Klincksieck [2e éd. : Nanterre, Société d’ethnologie, 1990].
- 1975 Essays on the Ethnology of Nepal and South Asia, 1. Kathmandu, Ratna Pustak Bhandar.
- 1979 « The Writing of Buddhist History in the Sherpa Area of Nepal », in A. K. Narain, ed., Studies in the History of Buddhism. New Delhi, B. R. Publishing Corporation : 121-132.
- 1980, « Creative Dismemberment Among the Tamang and Sherpas of Nepal », in Michael Aris & Aung San Suu Kyi, eds, Tibetan Studies in Honour of Hugh Richardson. Westminter, Aris & Phillips : 199-208.
- 1980, « The Coming of Buddhism to the Sherpa Area of Nepal », Acta Orientalia Academiae Scientiarum Hungarica 34 (1-3) : 139-146.
- 1987, Essays on the Ethnology of Nepal and South Asia, 2. Kathmandu, Ratna Pustak Bhandar.
- 1990 Cendrillon au Tibet, in Tibet : civilisation et société, colloque organisé par la Fondation Singer-Polignac à Paris, les 27, 28, 29 avril 1987 (Paris, Éditions de la Fondation Singer-Polignac/Éditions de la MSH) : 143-149.
- 1990, « Hindu-isation, Buddha-isation then Lama-isation or : What Happened at La-phyi ? », in Tadeusz Skorupski, ed., Indo-Tibetan Studies. Papers in Honour and Appreciation of Professor David L. Snellgrove’s Contribution to Indo-Tibetan Studies. Tring, Institute of Buddhist Studies (« Buddhica Britannica » 2) : 199-208.
- avec Dvags-po Rinpoche, 1981 « Un guide peu lu des lieux saints du Népal », in Michel Strickmann, ed., Tantric and Taoist Studies in Honour of R. A. Stein. Bruxelles, Institut des hautes études chinoises (« Mélanges chinois et bouddhiques » 20) : I, 237-273.
- avec Marcelle Lalou, 1970 L’Œuvre de Jean Przyluski. Paris, Maisonneuve (« Pryzyluski » 1).
- avec Anne Vergati Stahl, 1979 Newar Art, Nepalese Art during the Malla Period. Warminster, Aris & Philips.
- 2021 Récit de vie. Du combattant de l'armée des Indes à l'ethnologue de l'Himalaya, préface Charles Ramble, Societé d'ethnologie,  (ISBN 2365190359)

### En tant qu'éditeur
- 1982 Les Royaumes de l’Himâlaya. Histoire et civilisation : le Ladakh, le Bhoutan, le Sikkim, le Népal. Paris, Imprimerie nationale (« Collection orientale » 2).
- 1987 L’Ethnographie 101-102 : Rituels himalayens. Paris, Société d’ethnographie.
- avec Franz-Karl Ehrhard, 1992 Snowlight of Everest. A History of the Sherpas of Nepal. Stuttgart, Franz Steiner Wiesbaden, Gmbh.
- avec Sangs-rgyas bstan-‘dzin, 1971 Documents pour l’étude de la religion et de l’organisation sociale des Sherpa. Junbesi, [s.n.].